# The Edge
大衛·荷威·伊凡斯（David Howell Evans，1961年8月8日—），較為知名的是他的藝名The Edge，出生於倫敦的愛爾蘭人，愛爾蘭樂團U2的主吉他手，但也會兼任和聲、鍵盤手、副貝斯吉他手。他招牌的多樣電吉他聲－尤其是Delay（延音）的使用－已經成為U2著名的特色。2003年，滾石雜誌評選的史上一百大吉他手列為第24名，2011年，滾石雜誌一百大吉他手列為第38名 。

## 生平
出生於英格蘭東倫敦巴金（Barking）醫院，父母分別為威爾斯人賈文（Garvin）和葛雯達（Gwenda），有位兄長狄克 (Dik)。1歲時，全家搬至愛爾蘭都柏林郡的馬拉海德，日後就讀於聖安德魯國民學校（St. Andrew's National School）。從小就開始接受鋼琴與吉他的才藝課程，當小賴瑞·慕蘭在學校找樂手組樂團時，伊凡斯兄弟都有參加。這個樂團後來就成為了U2，但是Edge的兄長狄克已經離團，U2成為四人樂團，並且在1980年發行首張專輯〈Boy〉。
1981年，The Edge曾因為信仰因素險些離開U2，但是最終仍然是決定留了下來。在這期間他與一個團體Shalom Tigers交往密切，但是最終仍然是決定留在U2，之後並且創作了歌曲〈Sunday Bloody Sunday〉。
1983年7月12日，The Edge迎娶了他的中學女友艾斯琳·蘇利文（Aislinn O'Sullivan）為妻，並且生下了3個女兒：荷莉（Hollie，1984年生）、亞蘭（Arran，1985年生）、藍天使（Blue Angel，1989年生），但是夫妻倆在1990年開始分居，並且在離婚合法化後的1996年正式離婚。而The Edge在1992年的巡迴演出（Zoo TV Tour）開始和樂團聘僱的編舞家莫萊·史登堡（Morleigh Steinberg）約會，之後在2002年6月22日結婚，有一男一女：席安 (Sian，1997年生)、李維 (Levi，1999年生)。
The Edge大概在他20歲左右就有掉髮的現象，也因此以穿戴毛帽來遮掩，而且The Edge很少在公開場合拿下他的毛帽，也因此毛帽成了Edge的個人特色。

## 荣誉

### 外国勋章奖章
- 三等功绩勋章（乌克兰，2022年8月23日公布[9]）

## 外部連結
- （英文） The Edge資料（页面存档备份，存于）
- （英文） U2.com（页面存档备份，存于） ─ U2官方網站
- The Edge在互联网电影资料库（IMDb）上的資料（英文）